# Honda Racing F1
Honda Racing F1 – japoński zespół i producent silników Formuły 1, założony w 1962.
Honda uczestniczyła w Mistrzostwach Świata w sezonach 1964–1968. W sezonie 1983 powróciła w roli dostawcy silników. Do końca sezonu 1992 wywalczyła łącznie jedenaście tytułów. W sezonie 2006, po wykupieniu 100% udziałów w zespole British American Racing, powróciła w roli konstruktora. Japoński koncern postanowił wycofać się z Formuły 1 pod koniec 2008 z powodu kłopotów finansowych. 6 marca Ross Brawn poinformował o przejęciu zespołu i przekształceniu go w Brawn GP.
Ostatnia siedziba zespołu znajdowała się w Brackley w Wielkiej Brytanii, zaś ostatnimi kierowcami zespołu byli Jenson Button i Rubens Barrichello.

## Historia

### Pierwsze podejście (1964–1968)
Honda była od zawsze powiązana ze sportami motorowymi. Jej założyciel – Soichiro Honda, w latach młodości był kierowcą wyścigowym. Wierzył także, że dzięki zaangażowaniu w sport wypromuje swoje produkty. Filozofię tę zastosował przy tworzeniu swoich motocykli, a później przy produkcji samochodów.
Na początku lat sześćdziesiątych Honda miała już opinie światowej klasy producenta motocykli, ale sporym zaskoczeniem była decyzja o rozpoczęciu startów w wyścigach Grand Prix, którą podjęto w 1963. Honda produkowała małe sportowe samochody, więc uznali, że Formuła 1 idealnie nadaje się do ich promowania. W lecie rozpoczęto w Japonii testy prototypowego silnika RA270E o pojemności 1,5 l. Wykorzystywano do tego celu zbudowane specjalnie i tylko na potrzeby testów samochód o konstrukcji ramowej. W wyścigach Japończycy zamierzali użyć europejskiego samochodu. Lotus, z którym nawiązali współpracę, wycofał się z umowy w ostatnim momencie. Powodem było przejęcie firmy Coventry Climax przez Jaguara, z którym byli powiązani. W rezultacie Lotus otrzymał silniki Climax i w lutym 1964 zrezygnował z silników Hondy, która została zmuszona do budowy własnego samochodu.
Zespół starał się zatrudnić Phila Hilla – mistrza z sezonu 1961, ale był on już wtedy związany z zespołem ATS, który podobnie jak Honda rozpoczynał starty w F1. Wtedy postanowiono postawić na nieznanych kierowców, którzy mogliby zostać obwinieni za ewentualne porażki, ale także nie byliby uznawani za ewentualne źródło sukcesów. Zadanie znalezienia odpowiednich osób powierzono północnoamerykańskiemu oddziałowi Hondy. Spośród dziesięciu zaproponowanych, młodych i utalentowanych kierowców został wybrany Ronnie Bucknum.

#### 1964

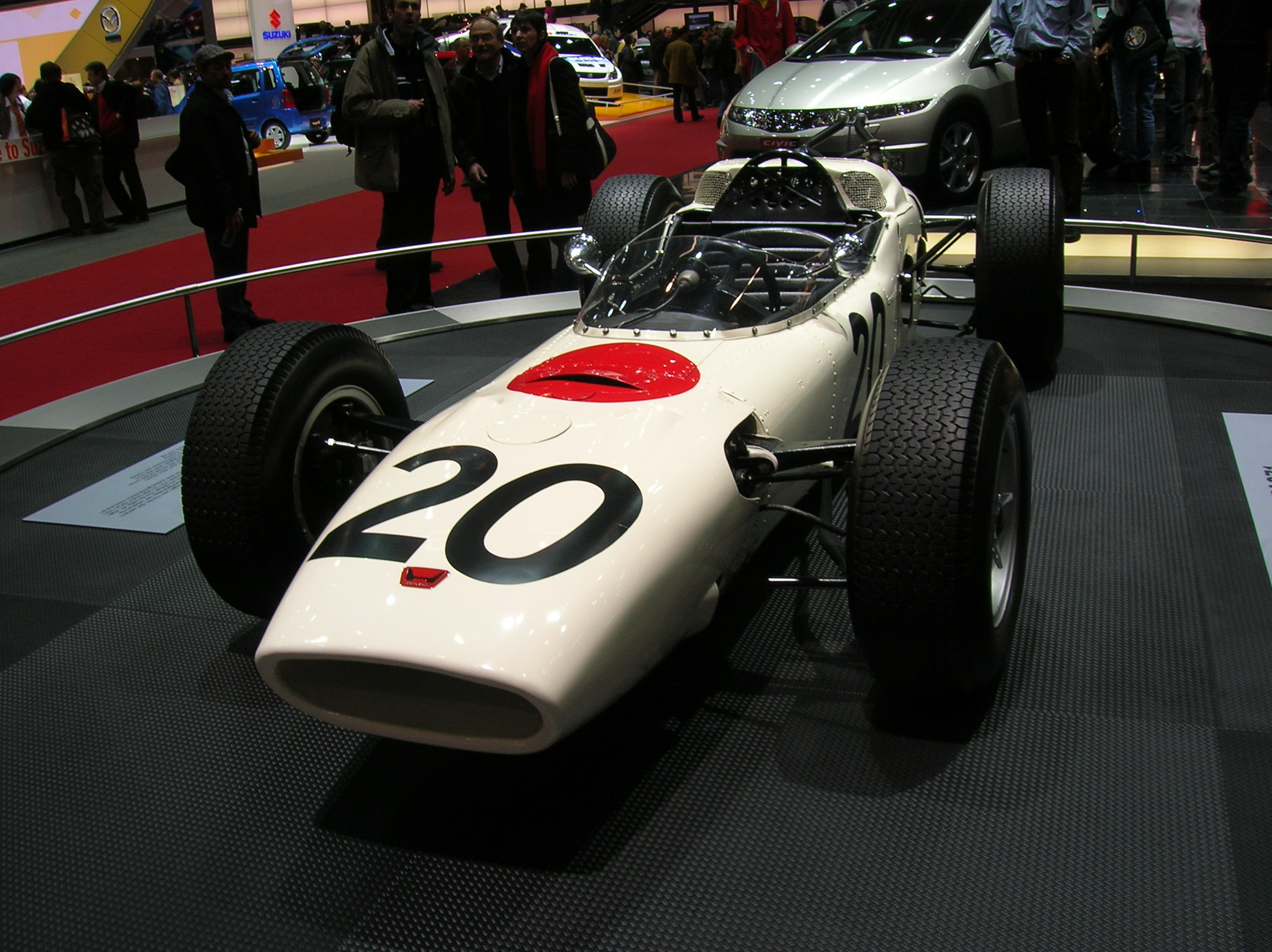
Odrestaurowana Honda RA271 Ronniego Bucknuma podczas Salon International de l’Auto w 2006

Na potrzeby pierwszego sezonu przygotowano zmodernizowaną jednostkę RA271E V12 i nowoczesne, wykonane z aluminium podwozie RA271. Samochód wyróżniał się zamontowaną poprzecznie jednostką napędową, a jego prezentacja miała miejsce w 23 lipca w Zandvoort. W wyścigu zadebiutował 10 dni później podczas Grand Prix Niemiec na torze Nürburgring. Bucknum jechał w pierwszej dziesiątce, ale musiał się wycofać z powodu awarii zawieszenia, w wyniku której wpadł w poślizg i rozbił samochód. Ponieważ w Europie Honda miała tylko jeden samochód, musiała zrezygnować ze startów w Grand Prix Austrii. Zdołali jednak wziąć udział w następnej rundzie mistrzostw – Grand Prix Włoch, gdzie przez pewien czas jechali na piątej pozycji. Ostatecznie musieli się wycofać z powodu przegrzewających się hamulców. Z Grand Prix Stanów Zjednoczonych wycofali się z powodu awarii jednego z cylindrów, a w Grand Prix Meksyku nie wystartowali.

#### 1965

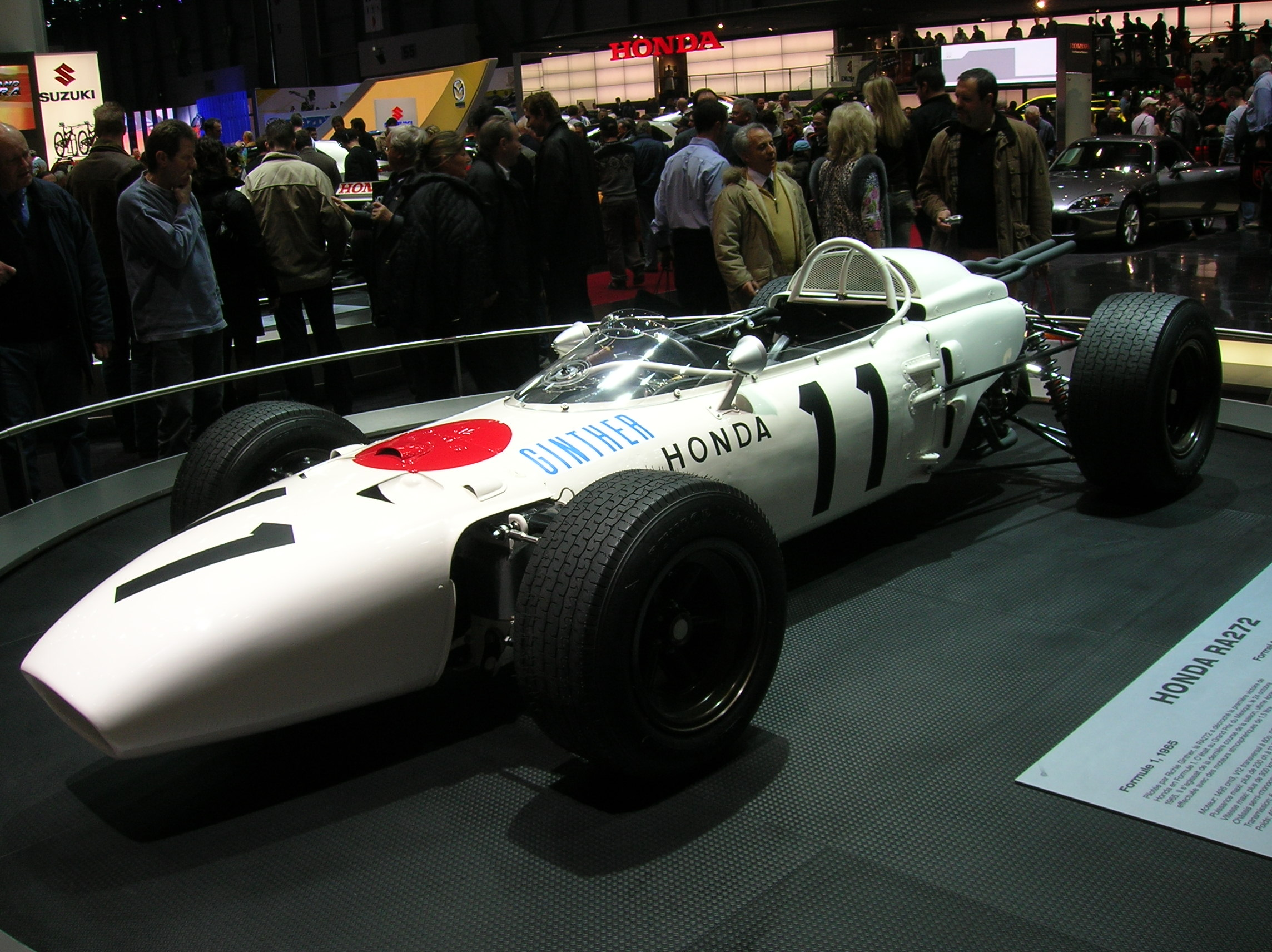
Odrestaurowana Honda RA272 z 1965 podczas Salon International de l’Auto w 2006

Aby przyspieszyć rozwój zespołu, Japończycy zdecydowali się dodatkowo zatrudnić bardziej doświadczonego od Bucknuma Richiego Ginthera. Nie należał on do najszybszych kierowców, ale startując dla zespołów Ferrari i BRM ośmiokrotnie zajmował w wyścigach drugą pozycję.
W trakcie zimowej przerwy między sezonami Bucknum złamał nogę w wypadku przy wysokiej prędkości, spowodowanym awarią układu kierowniczego. Był on jednak w stanie wystartować w Grand Prix Monako (zespół nie startował w pierwszej rundzie sezonu – Grand Prix RPA), z którego obydwu kierowców wyeliminowały awarie techniczne. Już w następnym wyścigu (Grand Prix Belgii) Richie Ginther zajmując szóstą pozycję zdobył dla Hondy pierwsze punkty w Formule 1. Z Grand Prix Francji obydwa samochody wycofały się po awarii zapłonu. W wyścigach o Grand Prix Wielkiej Brytanii i Holandii został wystawiony tylko jeden samochód z Gintherem, który podczas drugiego z nich zdobył kolejny punkt dla Hondy.
Honda nie wystartowała w Grand Prix Niemiec, a w Grand Prix Włoch ponownie obydwu kierowców zawiódł zapłon. Grand Prix USA to słaby start, w którym Ginther był siódmy, a Bucknum trzynasty z osiemnastoma okrążeniami starty do zwycięzcy.
Grand Prix Meksyku było ostatnim wyścigiem sezonu. Po dobrym starcie z trzeciej pozycji Ginther objął prowadzenie i w rezultacie odniósł pierwsze zwycięstwo w historii Hondy, w zaledwie jedenastym wyścigu. Bucknum zajął dobrą, piątą pozycję. Japończycy ukończyli sezon na szóstym miejscu. Ich wspaniałe osiągnięcie było jednak zbyt późne – w Meksyku odbył się ostatni wyścig w formule półtoralitrowych silników. W sezonie 1966 została wprowadzona nowa 3-litrowa formuła.

#### 1966
Tuż po odniesieniu historycznej wygranej, Honda rozpoczęła pracę nad nowym silnikiem i samochodem. Inżynierowie mieli do wyboru jednostkę napędową V12 lub V16. Zdecydowali się na pierwszą opcję. RA273 był gotów dopiero na siódmą z dziewięciu eliminacji sezonu. W Grand Prix Włoch wystartował jedynie Ginther. Gdy znajdował się na drugiej pozycji uległ wypadkowi, spowodowanym pęknięciem opon, a w wyniku którego złamał obojczyk. Zdołał powrócić przed końcem sezonu i w Grand Prix Stanów Zjednoczonych był bliski stanięcia na podium. Tym razem wyeliminowały go problemy ze skrzynią biegów. W ostatnim wyścig sezonu (Grand Prix Meksyku) zdołał w końcu zdobyć punkty, kończąc wyścig na czwartym miejscu (Buckhum był ósmy). Honda z trzema punktami na koncie została sklasyfikowana na ósmym miejscu w mistrzostwach.

#### 1967

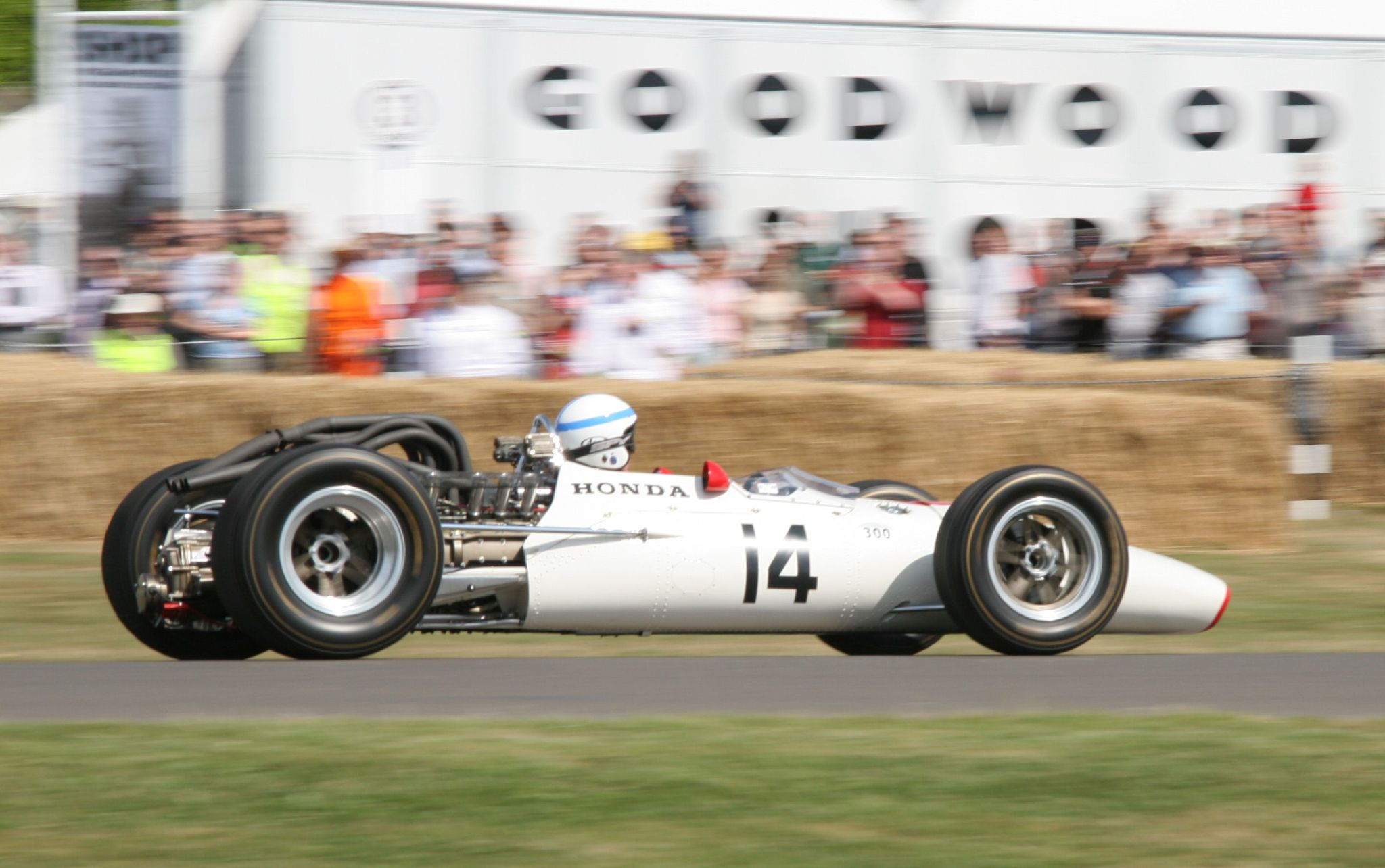
Honda RA300 podczas Goodwood Festival of Speed w 2006

Ponieważ po zakończeniu sezonu 1966 zespół opuścili Ginther i Buckhum, Honda zdecydowała się na zatrudnienie Johna Surteesa jako jedynego kierowcy. Brytyjczyk przez większość sezonu koncentrował się na rozwoju podwozia i silnika RA273. W otwierającym sezon Grand Prix RPA Surtees zajął trzecie miejsce, w kolejnych trzech startach wycofał się jednak z powodu awarii. Później zdobył punkty w Grand Prix Wielkiej Brytanii i Niemiec.
Pomimo nie najgorszych wyników Honda nie była zadowolona ze swojego podwozia i w połowie sezonu zdecydowano się na jego zastąpienie. Zadanie budowy nowego samochodu powierzono firmie Lola, która na bazie swojego samochodu do wyścigu Indianapolis 500 stworzyła model RA300. Został on wyposażony w silnik poprzednika, ale był znacznie lżejszy od niego. W tym samochodzie Surtees zwyciężył w Grand Prix Włoch, w trakcie którego stoczył zaciętą walkę z Jimem Clarkiem i Jackiem Brabhamem. Prowadzenie objął tuż przed metą, wyprzedzając Brabhama o 0,2 sekundy.
Do końca sezonu odbyły się jeszcze dwa wyścigi: z Grand Prix USA Surtees wycofał się po awarii alternatora, a Grand Prix Meksyku ukończył na czwartym miejscu. Honda z dorobkiem dwudziestu punktów została sklasyfikowana na piątym miejscu (tuż za Ferrari z takim samym dorobkiem punktowym), taką samą pozycję zajął Surtees w klasyfikacji kierowców.

#### 1968

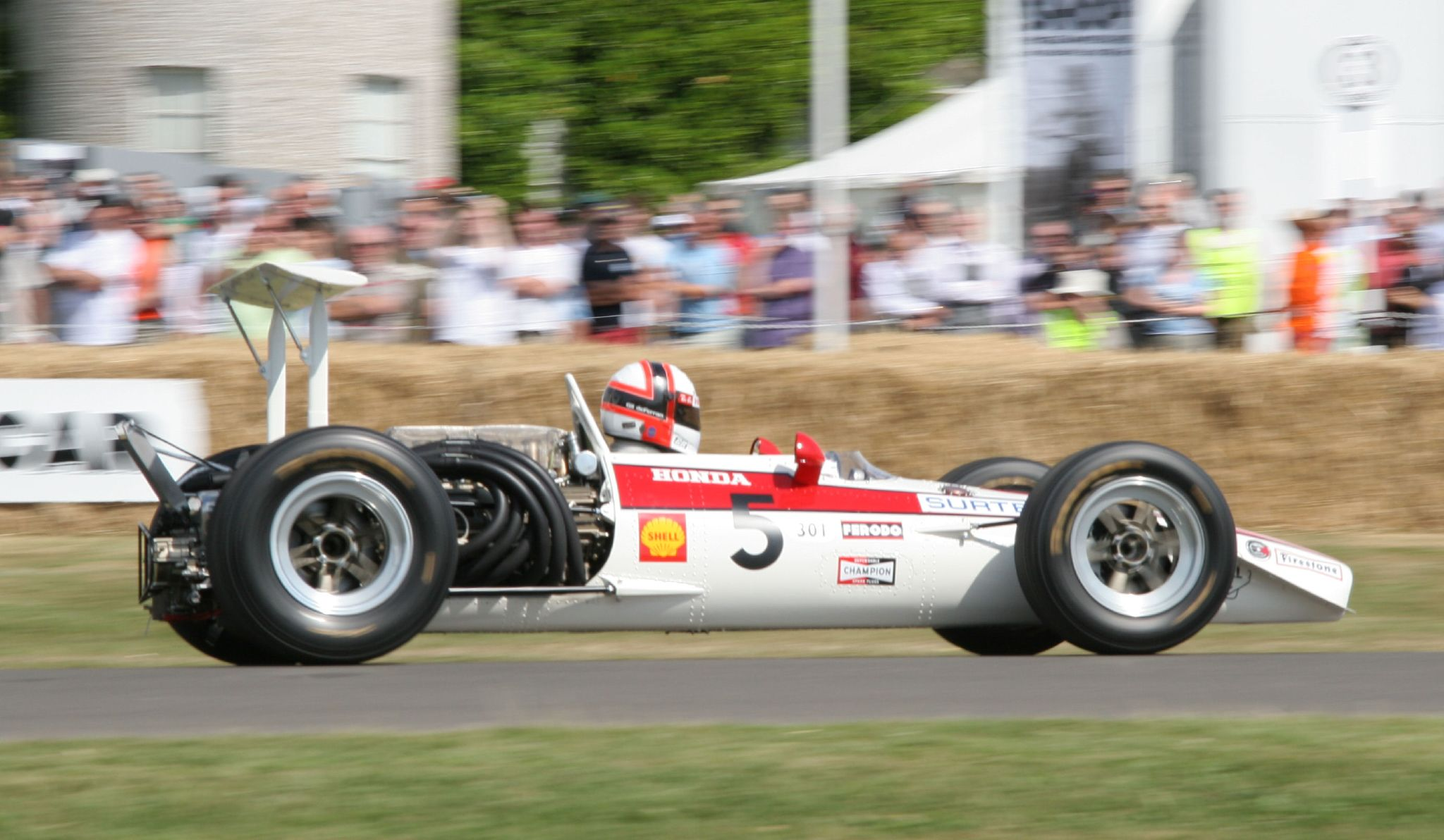
Honda RA301 podczas Goodwood Festival of Speed w 2006

Aby poprawić osiągi, zespół zbudował nadwozie RA301. Było ono wytrzymalsze i – dzięki wykorzystaniu wiele elementów z magnezu w jego budowie – znacznie lżejsze. Dla zwiększenia mocy znacznie przeprojektowano jednostkę napędową. Była ona jednak ciężka i Surtees preferował starszą wersję.
W pierwszym wyścigu sezonu użyto starego samochodu, w którym Surtees zdobył ósmą pozycję. RA301 zadebiutował podczas Grand Prix Hiszpanii, gdzie niemalże pewnej pozycji zespołu na podium pozbawiła awaria skrzyni biegów. Samochód zawiódł Surteesa w drodze po zwycięstwo w Grand Prix Belgii po awarii zawieszenia. Kolejna awaria techniczna wyeliminowała ich z Grand Prix Holandii.
Sytuacja poprawiła się w Grand Prix Francji, gdzie Surtees wywalczył drugą pozycję i w Grand Prix Wielkiej Brytanii, gdzie uplasował się na miejscu piątym. Hondy jednak nadal nie opuszczał pech: w Grand Prix Niemiec zawiódł zapłon, a będąc na prowadzeniu w Grand Prix Włoch Surtees, próbując uniknąć kolizji z innym zawodnikiem, rozbił samochód. Drugi samochód, który Japończycy wystawili w tym wyścigu prowadzony był przez Davida Hobbsa, który wycofał się po awarii silnika.

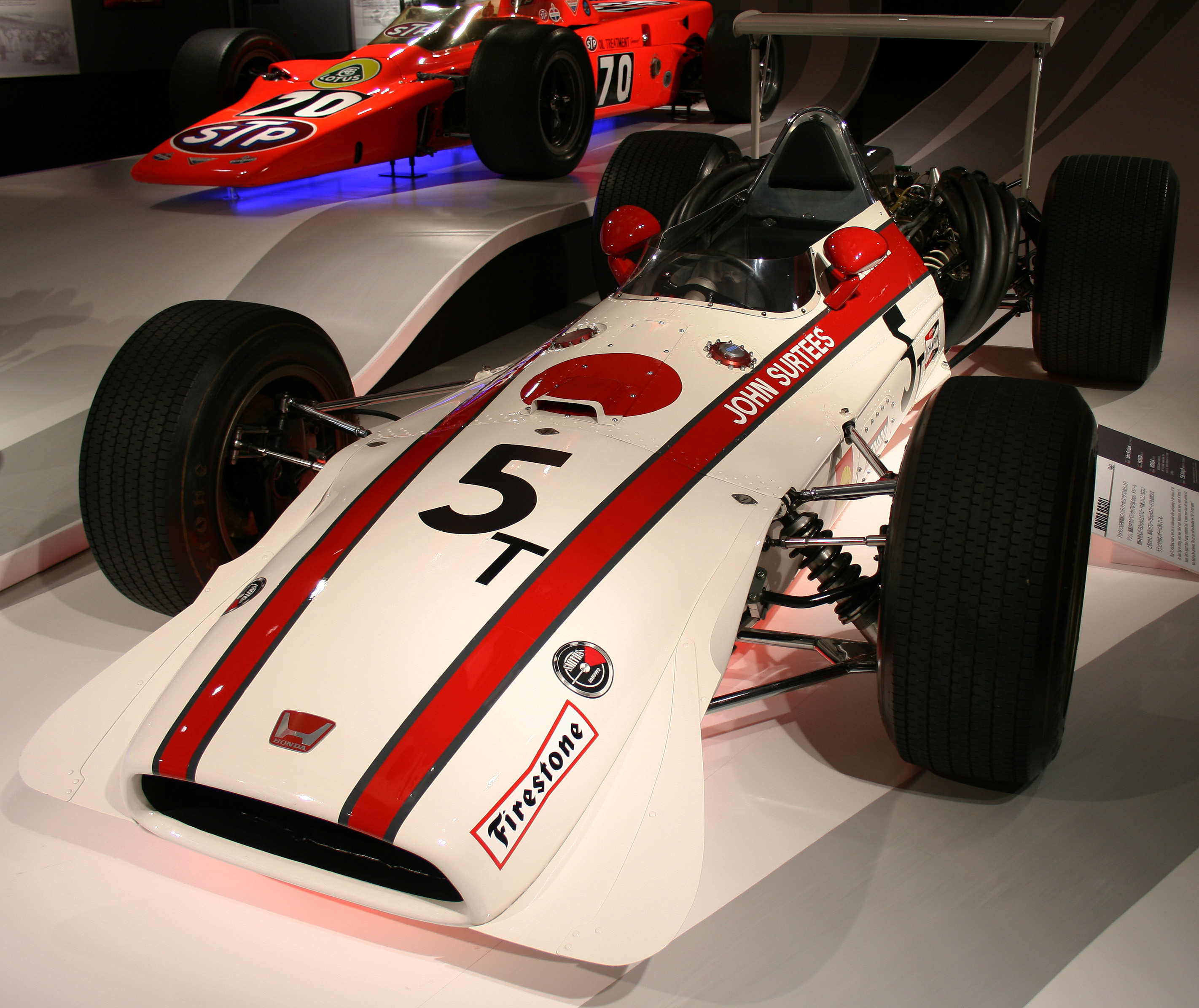
Honda RA301 do testów na torze Indianapolis Motor Speedway, Honda Collection Hall, 15 marca 2008

W dwóch wyścigach odbywających się w Ameryce Północnej (Grand Prix Kanady i Stanów Zjednoczonych) Honda wywalczyła jedno trzecie miejsce i zaliczała kolejną awarię skrzyni biegów. W ostatniej rundzie sezonu – Grand Prix Meksyku – ponownie startowała dwa samochody Hondy. Jeden z nich został wystawiony prywatnie przez Joakima Bonniera, który ukończył wyścig na piątym miejscu. Surtees nie ukończył wyścigu z powodu przegrzewającej się jednostki napędowej. Honda ukończyła sezon na szóstym miejscu z czternastoma punktami.
Wiele problemów, które dręczyły Hondę wynikało z odważnej decyzji o rozwoju jednocześnie dwóch zupełnie innych samochodów. Soichiro Honda obsesyjnie domagał się zbudowania chłodzonej powietrzem jednostki napędowej, która mogłaby promować nową gamę samochodów drogowych firmy chłodzonych w ten sposób. Efektem prac inżynierów był silnik w układzie V8, który zamontowano w lekkim nadwoziu RA302, stworzonym specjalnie do tego celu. Surtees przeprowadził w lecie testy nowego samochodu na torze Silverstone. Uznał, że samochód nie jest jeszcze gotowy do wyścigów, ale szefostwo firmy naciskało na szybki debiut i w rezultacie samochód powędrował w ręce Jo Schlessera. W Grand Prix Francji Honda wystawiła więc dwa samochody. Już na trzecim okrążeniu samochód Schlessera wypadł z toru, uderzył w barierki, przekoziołkował i zapalił się. Francuz zginął na miejscu.
Tragiczny wypadek Schlessera zakończył pierwszy okres Hondy w Formule 1, w którym zespół wystartował w 47 wyścigach, wywalczył 48 punktów, jedno pierwsze pole startowe i dwie wygrane. Szefostwo firmy zdecydowało, że najlepszym wyjściem jest skoncentrowanie się na rozwoju samochodów drogowych.

### Honda jako dostawca silników (1983–1992)

#### Spirit (1983)

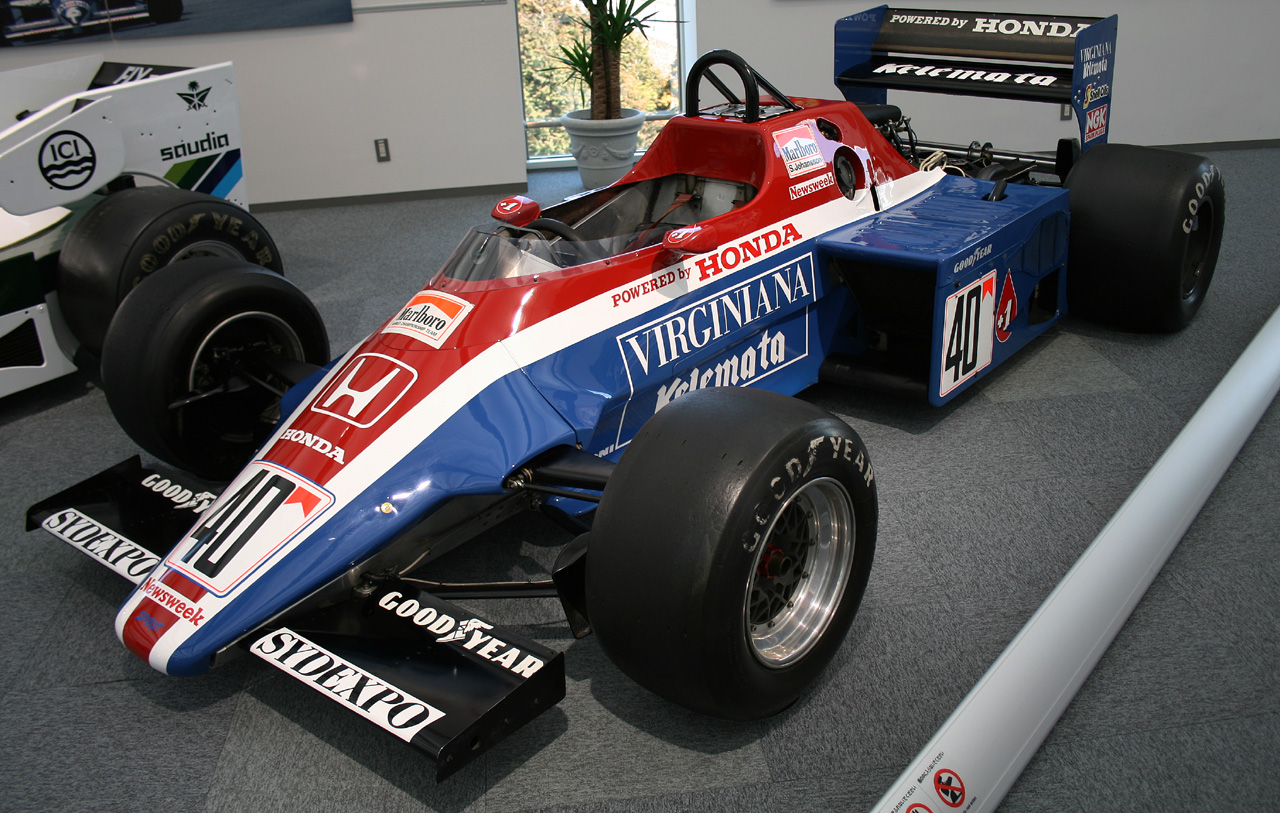
Spirit 201C z silnikiem Hondy w muzeum japońskiego producenta w Tokio (2008 rok)

Decyzję o powrocie do Formuły 1 Honda podjęła w 1977. Tym razem miała się jednak ograniczyć jedynie do roli dostawcy silników. Początkowo prowadzono program rozwojowy silników Formuły 2, które dostarczano zespołowi Ralt. Silniki były serwisowane w brytyjskiej firmie Engine Developments, która należała do Johna Judda i Jacka Brabhama – przyjaciela Soichiro Hondy. Nowy silnik został zbudowany w 1980, a już rok później Geoff Lees zdobył tytuł w Europejskiej Formule 2 w samochodach Ralt-Honda. Następny rok nie był już tak udany. Ralt koncentrował się na produkcji konsumenckich nadwozi Formuły 3, dlatego Honda zdecydowała się na współpracę z zespołem Spirit, którego założycielami byli Gordon Coppuck – były projektant McLarena i Marcha – oraz John Wickham. W przeciwieństwie do zespołu Ralt, Spirit był zainteresowany startami w F1.
Powrót został ogłoszony jesienią 1981, a pierwsze testy odbyły się na torze Silverstone w listopadzie 1982. Jednostki RA163E (pierwsze turbo doładowane silniki Hondy w F1) zostały zamontowane w zmodyfikowanym podwoziu klasy F2 zespołu Spirit. W kwietniu 1983 Spirit 201C-Honda zadebiutował w nie zaliczanym do mistrzostw świata wyścigu na torze Brands Hatch. „Prawdziwy” debiut to lipcowe Grand Prix Wielkiej Brytanii, którego samochód nie ukończył z powodu awarii pompy paliwowej. 7 sierpnia wystartowali w Grand Prix Niemiec, ale ponownie musieli wycofać się z rywalizacji. Tym razem zawiódł silnik. Występ w Holandii był najlepszym podczas całej współpracy zespołu z Hondą – siódma pozycja i dwa okrążenia straty do zwycięzcy. Stefan Johansson – jedyny kierowcą Spirita we wszystkich wyścigach, wystartował jeszcze w trzech kolejnych eliminacjach, dwukrotnie dojeżdżając do mety. W ostatnim wyścigu sezonu w Południowej Afryce silniki Hondy napędzały już bolidy zespołu Williams, dla którego osiągnięcie z toru Zandvoort było wystarczającym do podpisania kontraktu.

#### Williams (1983–1987)
Szybka decyzja dot. debiutu duetu Williams-Honda pomogła w rozwoju silników. Dodatkowo Keke Rosberg ukończył Grand Prix RPA na punktowanym piątym miejscu, pokazując potencjał tego duetu. Dla Williamsa był to pierwszy indywidualny kontrakt z poważnym producentem samochodów. Dotychczas korzystali z silników Ford Cosworth DVF (oraz zmodyfikowanej wersji DVY), których używało jeszcze pięciu innych konstruktorów.

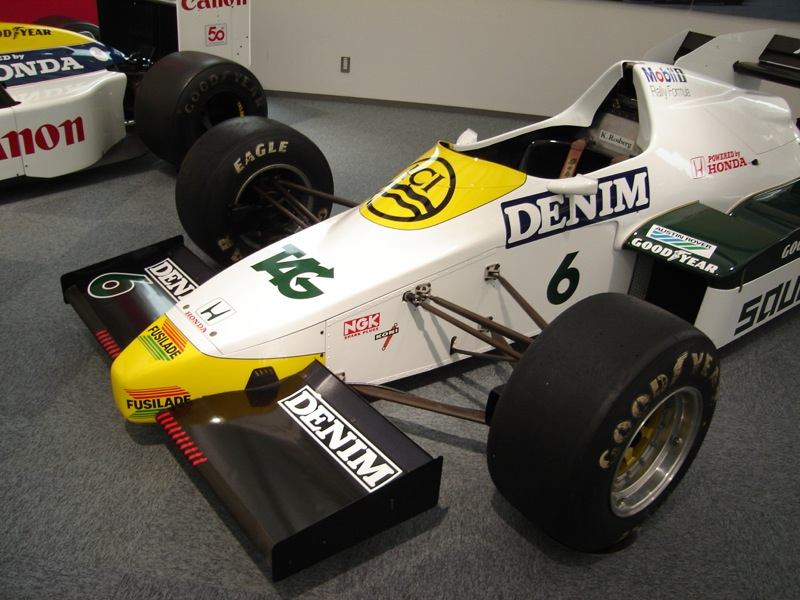
Williams FW09 z sezonu 1984 (2006 rok)

W sezonie 1984 wprowadzone zostały zmiany dotyczące pojemności zbiornika paliwa, którą ograniczono do 220 litrów. Dodatkowo zakazano tankowania w trakcie wyścigu. Celem było zmniejszenie mocy silników. Inżynierowie Hondy byli zmuszenie do zmniejszenia wagi ruchomych części silnika i zmniejszenie zużycia paliwa. Do tego celu wykorzystano skomplikowane układy elektroniczne.
Honda RA164E – mocno zmodyfikowana wersja RA163E, nie była wolna od wad, ale już w pierwszym wyścigu sezonu Rosberg zajął druga pozycję (GP Brazylii). Po wyeliminowaniu problemu z przegrzewaniem się, które spowodowane były doładowaniem, Rosberg odniósł zwycięstwo w wyścigu na ulicach Dallas podczas Grand Prix USA – pierwsze zwycięstwo dla Hondy w drugim okresie obecności w Formule 1. Jednak Williams-Honda zdołał ukończyć wyścig jedynie jedenaście razy spośród 32. podejść, punktując siedmiokrotnie. Williams ukończył sezon o dwa miejsca niżej niż rok wcześniej, zajmując szóstą pozycję z dorobkiem 25,5 punktów.

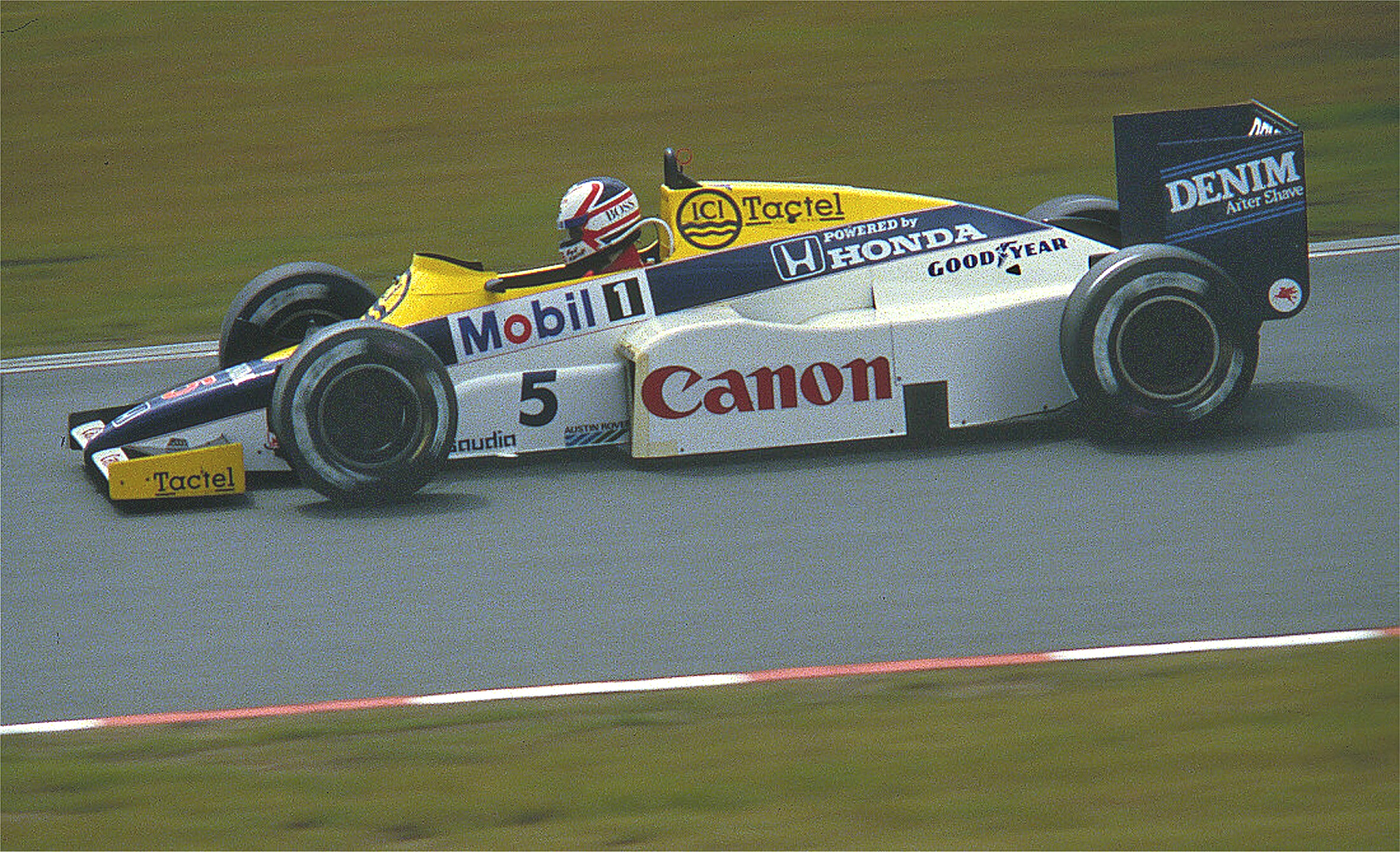
Nigel Mansell w bolidzie Williams FW10 podczas treningów przed Grand Prix Niemiec 1985

W sezonie 1985, do czasu debiutu nowej jednostki napędowej, kierowcy Williamsa tylko dwukrotnie zdobywali punkty (dwukrotnie piąte miejsce zajmował Nigel Mansell). Gdy RA165E zadebiutował podczas piątej rundy sezonu (Grand Prix Kanady) od razu uzyskał pozytywne komentarze ze strony kierowców, którzy ukończyli ten wyścig na punktowanych pozycjach poza podium. Podczas kolejnej rundy w Detroit (Grand Prix Stanów Zjednoczonych – Wschód) udało mu się wywalczyć drugie zwycięstwo dla Hondy w roli dostawcy silników. Od tego momentu jednostki stawały się coraz bardziej niezawodne. Ostatnie trzy rundy sezonu to wygrane Williamsa – dwie Mansella i jedna Rosberga. Ostatecznie uplasowali się na trzeciej pozycji w mistrzostwach i stali się faworytami do zdobycia pierwszej pozycji w sezonie 1986.
Kolejna zmiana przepisów dot. pojemności baku paliwa, ograniczyła jego pojemność do 195 litrów. Aby sprostać nowym przepisom Honda przygotowała silnik RA166E, który zamontowano w Williamsie FW11. Nélson Piquet, który zastąpił Rosberga, kontynuował zwycięską passę wygrywając w Grand Prix Brazylii. Było to pierwsze zwycięstwo z dziewięciu odniesionych przez zespół – 5 Mansella i 4 Piqueta, które zapewniły im tytuł w klasyfikacji konstruktorów. Był to pierwszy tytuł w historii Hondy. Przerwali oni tym samym dominację duetu McLaren-TAG/Porsche. Szanse Mansella na indywidualne mistrzostwo przekreślił spektakularny wybuch tylnej opony w ostatnie rundzie sezonu – Grand Prix Australii. Tytuł powędrował drugi raz z rzędu w ręce Alaina Prosta z McLarena.
Silniki z doładowaniem osiągały już moc rzędu tysiąca koni mechanicznych. Zmusiło to władze Formuły 1 do ograniczenia ciśnienia doładowania do czterech barów. Ponownie inżynierowie Hondy podołali zadaniu przygotowując silnik, który umożliwił zdobycie tytułu w klasyfikacji konstruktorów. Przez cały sezon trwała walka pomiędzy Piquetem a Mansellem. Szanse Brytyjczyka na tytuł przekreślił wypadek podczas przedostatniej rundy mistrzostw – Grand Prix Japonii, która spowodowała kontuzję pleców i doprowadziła do wycofania się z tego wyścigu i ostatniej rundy sezonu. Różnica pomiędzy nim a Piquetem wyniosła 12 punktów, nawet pomimo tego, że Brazylijczyk w ostatnich dwóch rundach także nie punktował. Był to ostatni sezon współpracy Hondy z Williamsem, w trakcie której zdobyli 19 pole position, ustanowili 22 najszybsze okrążenia, wygrali 23 wyścigi, zdobyli dwa tytuły w klasyfikacji konstruktorów oraz jeden w klasyfikacji kierowców.

#### Lotus (1987–1988)

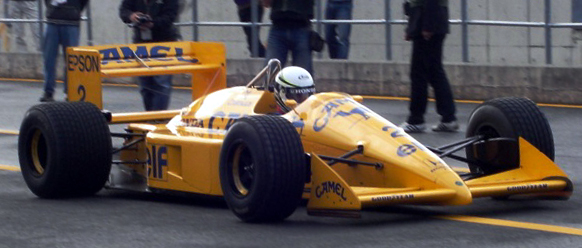
Lotus 100T z silnikiem Hondy z sezonu 1988 podczas pokazów w 2007

Poczynania młodego Ayrtona Senny zwróciły na niego uwagę Hondy. Dodatkowo Lotus zgodził się na obsadzenie drugiego miejsca w swoim bolidzie przez Satoru Nakajimę, zapewniając sobie dostawę silników w sezonie 1987. Jednostki Hondy napędzały tym samym cztery samochody w stawce. Najlepszym przykładem dominacji Hondy było Grand Prix Wielkiej Brytanii, gdzie samochody Williams i Lotus zajęły pozycje od pierwszej do czwartej. W ostatecznej klasyfikacji Senna, który wygrał dwa wyścigi, zajął trzecią pozycję – tylko cztery punkty za Mansellem z Williamsa. Nakajima znacząco odstawał od Brazylijczyka co było głównym powodem przegranej z zespołem McLaren w walce o drugie miejsce w klasyfikacji konstruktorów.
Po zakończeniu współpracy z Williamsem, nowym partnerem Hondy został McLaren, którego skład tworzyli Prost i Senna. Miejsce Brazylijczyka w Lotusie zajął jego rodak oraz ówczesny mistrz – Piquet, który przeszedł z zespołu Franka Williamsa. Drugim kierowcą był ponownie Nakajima. Współpraca z Hondą nie była dla Lotusa tak owocna jak rok wcześnie. Piquet zdołał jedynie dwukrotnie stanąć na podium (dwukrotnie na trzecim miejscu), kończąc sezon na szóstej pozycji. Nakajima zdobył tylko jeden punkt, a Lotus, w ostatnim sezonie współpracy z Hondą, został sklasyfikowany na czwartej pozycji z dorobkiem 23 punktów.

#### McLaren (1988–1992)
W sezonie 1988 wprowadzono nowe regulacje dotyczące silników. Umożliwiały one korzystanie z silników bez doładowania o maksymalnej pojemności 3500 cm³ i maksymalnie dwunastu cylindrach. Dodatkowo samochodów z tymi silnikami nie dotyczyły ograniczenia odnośnie do pojemności baku paliwa, które zostały zaostrzone w stosunku do samochodów używających silników z doładowaniem. Od tej pory ich baki mogły mieć maksymalnie 155 litrów pojemności, a ciśnienie doładowania zostało zmniejszone z 4 do 2,5 barów. Był to także ostatni sezon „ery turbo” – od sezonu 1989 miał zostać wprowadzony zakaz używania takich silników.
Celem inżynierów Hondy było ukończenie tego okresu w jak najlepszy sposób. Prowadzono jednocześnie dwa programy budowy silników – odpowiedzialny za ostatnią jednostkę turbo oraz drugi, którego zadaniem było stworzenie silnika zgodnego z nową formułą, mającego zadebiutować w sezonie 1989. Rezultatem tego pierwszego był RA168E. Potencjał tego silnika lepiej od Lotusa wykorzystał McLaren, którego kierowcy już podczas zimowych testów wysoko oceniali szansę na zdobycie tytułów. MP4/4 projektu Steve’a Nicholsa stworzył z silnikiem Japończyków niemal idealną kombinację – uznawaną za najbardziej udany samochód w historii Formuły 1. Pewnie zdobyty tytuł w klasyfikacji konstruktorów i pierwszy tytuł Ayrtona Senny, zostały poprzedzone piętnastoma wygranymi w szesnastu wyścigach, piętnastoma pole position, dziesięcioma finiszami obydwu kierowców na pozycjach 1 i 2 oraz bezprecedensową zdobyczą punktową w wysokości 199 punktów. Jednym z najlepszych przykładów dominacji McLarena był wyścig o Grand Prix Monako, w którego kwalifikacjach Senna, był o 1,4 s. szybszy od Prosta i o 2,6 s. szybszy od Gerharda Bergera na trzecim miejscu.
Wspomniany wcześniej program rozwojowy atmosferycznej jednostki napędowej zaowocował modelem RA109A o pojemności 3,5 litra w układzie V10 (wariant na który zdecydowała się jeszcze jedynie firma Renault, a który później został zaadaptowany przez innych producentów). Nowe dzieło Japończyków zostało zamontowane w McLarenie MP4/5, a kierowcami zespołu pozostali Senna i Prost, który w trakcie sezonu zaczął oskarżać Hondę o domniemaną faworyzację jego partnera i ostatecznie postanowił opuścić zespół po zakończeniu mistrzostw.
Pomimo nowych regulacji technicznych duet McLaren-Honda kontynuował swoją zwycięską passę, wygrywając dziesięć z szesnastu wyścigów, zdobywając piętnaście pole position i obydwa tytuły, trzeci rok z rzędu. Tym razem jednak, tytuł w klasyfikacji kierowców powędrował w ręce Prosta. Nie obeszło się jednak bez kontrowersji. W przedostatnim wyścigu sezonu – Grand Prix Japonii, doszło pomiędzy oboma kierowcami do kolizji spowodowanej przez Prosta, w wyniku której Francuz wycofał się z wyścig. Senna wygrał wyścig, ale ostatecznie został zdyskwalifikowany za ścięcie szykany podczas powracania na tor.
Nowym partnerem Senny po odejściu Prosta do Ferrari został Austriak, Gerhard Berger. Przygotowany przez Hondę silnik RA100E został zamontowany w nowej specyfikacji B McLarena MP4/5. Pomimo silnej opozycji ze strony zespołu Ferrari, a w szczególności Prosta, McLaren-Honda zdobył trzeci tytuł z rzędu w klasyfikacji konstruktorów. Swój drugi tytuł w klasyfikacji kierowców zdobył Senna, a Berger ukończył sezon na czwartej pozycji, głównie z powodu problemów z przystosowaniem się do bolidu w początkowej fazie rywalizacji.

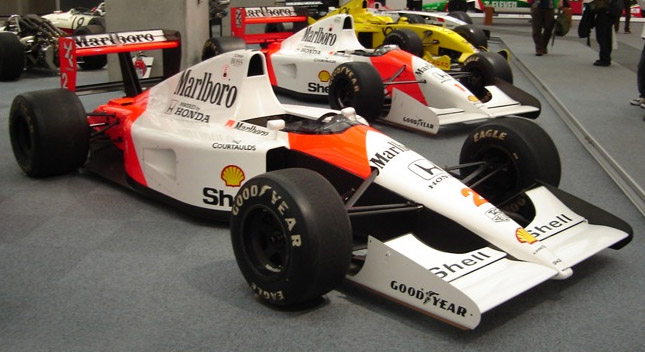
McLaren MP4/6 z sezonu 1991 (2006 rok)

Honda zdecydowała się na wprowadzenie zupełnie nowego silnika V12 w sezonie 1991. RA121E został zamontowany w McLarenie MP4/6. Senna, który podobnie jak Berger pozostał w zespole, wygrał cztery pierwsze wyścigi. Później nastąpiło lekkie załamanie formy McLarena i pięć kolejnych wyścigów bez wygranych. Dwukrotnie w samochodzie Senny zabrakło paliwa w trakcie wyścigu, co było spowodowane większym zapotrzebowaniem nowego silnika na paliwo. Brazylijczyk zdołał pod koniec sezonu dołożyć do końcowego dorobku jeszcze trzy wygrane. Berger odniósł tymczasem pierwszą wygraną w barwach McLarena (Grand Prix Japonii). Ostatecznie tytuły pozostały w rękach Mclarena i Senny. Coraz silniejszy stawał się jednak Williams-Renault, który nieznacznie przegrał tytuł z McLarenem. W dodatku Nigel Mansell i Riccardo Patrese rozdzielili Sennę i Bergera w klasyfikacji kierowców.
Sezon 1992 McLaren rozpoczął ze zmodyfikowaną wersją MP4/6B i ulepszonym silnikiem Hondy. Senna zdołał wygrać trzy wyścigi i z dorobkiem 50 punktów został sklasyfikowany na czwartym miejscu. Jego partner wygrał o jeden wyścig mniej i z dorobkiem mniejszym o jeden punkt zajął piątą pozycję. Prym w mistrzostwach wiedli Nigel Mansell i Riccardo Patrese z Williamsa, który dzięki wielu innowacją technicznym (m.in. aktywnemu zawieszeniu i pół-automatycznej skrzyni biegów) uzyskali znaczną przewagę nad rywalami. W klasyfikacji konstruktorów, sklasyfikowany na drugim miejscu McLaren stracił do nich 65 punktów.
Był to ostatni sezon Hondy w ich drugim podejściu w Formule 1. W sezonach 1983–1992 samochody napędzane silnikami Japończyków wygrały 69 wyścigów, wywalczyły 165 podiów, zdobyły sześć tytułów z rzędu w klasyfikacji konstruktorów i pięć z rzędu w klasyfikacji kierowców. Wspaniały okres w historii Hondy został zakończony 71. wygraną w ich historii, którą odniósł Gerhard Berger w Grand Prix Australii 1992 – ostatnim wyścigu sezonu.

#### Tyrrell (1991)
Podczas gdy McLaren został zaopatrzony w nowe jednostki V12, Tyrrell otrzymał zmodyfikowane silnik RA100E V10 z sezonu 1990. Osiągnięcia zespołu były nieporównywalne do McLarena. W trakcie całego sezonu zespół punktował czterokrotnie, wliczając w to tego dwie punktowe pozycje w trakcie pierwszego wyścigu. W klasyfikacji generalnej Tyrrell-Honda został sklasyfikowany na szóstym miejscu z dwunastoma punktami. Rok później dostawcą silników dla brytyjskiego zespołu został Ilmor.

### Próba powrotu jako konstruktor (1999)
Po oficjalnym wycofaniu się po sezonie 1992 Honda była obecna w Formule 1 tylko za sprawą firmy Mugen Motorsports, która dostarczała zaprojektowane przez inżynierów Hondy silniki zespołom Ligier, Prost i Jordan. Zespoły te wygrały łącznie cztery wyścigi.
Na początku 1998 pojawiły się plotki o powrocie Hondy do Formuły 1. Spekulacje zostały potwierdzone w styczniu 1999 na konferencji prasowej w Tokio. Prezes firmy – Hiroyuki Yoshino, potwierdził, że zespół ma zadebiutować w sezonie 2000, a jego siedzibą będzie fabryka w Bracknell, Berkshire w Wielkiej Brytanii. Już wtedy nad projektem Honda Racing Developments pracowało prawie sto osób. Wielu przeszło z przekształcającej się w British American Racing stajni Tyrrell. Do tego grona należeli Rupert Manwaring, Steve Nielsen i odpowiedzialny za cały projekt Harvey Postlethwaite – były szef Tyrrella. Honda planowała wydać na projekt 1 mld dolarów w ciągu pięciu lat.
Z powodu braku czasu zespół nie był w stanie zbudować własnego nadwozia. Zadanie to powierzono włoskiej firmie Dallara, która zbudowała cztery egzemplarze. Jeden z nich przeszedł testy 15 grudnia 1998 na włoskim torze Varano, gdzie znajduje się siedziba firmy. Kierowcą testowym zespołu został Holender Jos Verstappen, który podczas pierwszego oficjalnego testu na torze Jerez był szybszy o sekundę od Jacques’a Villeneuve’a w bolidzie B.A.R. 001.
W kwietniu pojawiły się plotki o możliwości zmiany planów firmy dotyczących Formuły 1 i zdecydowanie się na dostarczanie jednostek zespołowi British American Racing. Wydawało się to mało prawdopodobne ponieważ Honda zdominowała już serię jako dostawca silników i teraz miałaby możliwość sprostania ambitniejszemu zadaniu. W dodatku samochody Jordana, które byłyby napędzane identycznymi jednostkami napędowymi, stały by się dobrym punktem odniesienia dla konstrukcji Japończyków.
Ogromnym ciosem dla projektu była śmierć Postelthwaita, który podczas kwietniowych testów na torze Circuit de Catalunya w Barcelonie narzekał na ból w klatce piersiowej. Tuż po powrocie do hotelu został zabrany do szpitala, gdzie zmarł wieczorem. Testy prototypu trwały nadal, śmierć szefa projektu, brak zgody co do opłacalności projektu oraz nacisk rady dyrektorów na Yoshino, doprowadziły do zawieszenia projektu Honda Racing Developments. Część pracowników HRD przeszła do ekipy Benetton.
Japończycy nie zrezygnowali jednak całkowicie z powrotu do F1 – podpisano kontrakt z zespołem British American Racing na dostawę „fabrycznych” jednostek napędowych w sezonach 2000−2002.

### Powrót jako konstruktor (2006–2008)

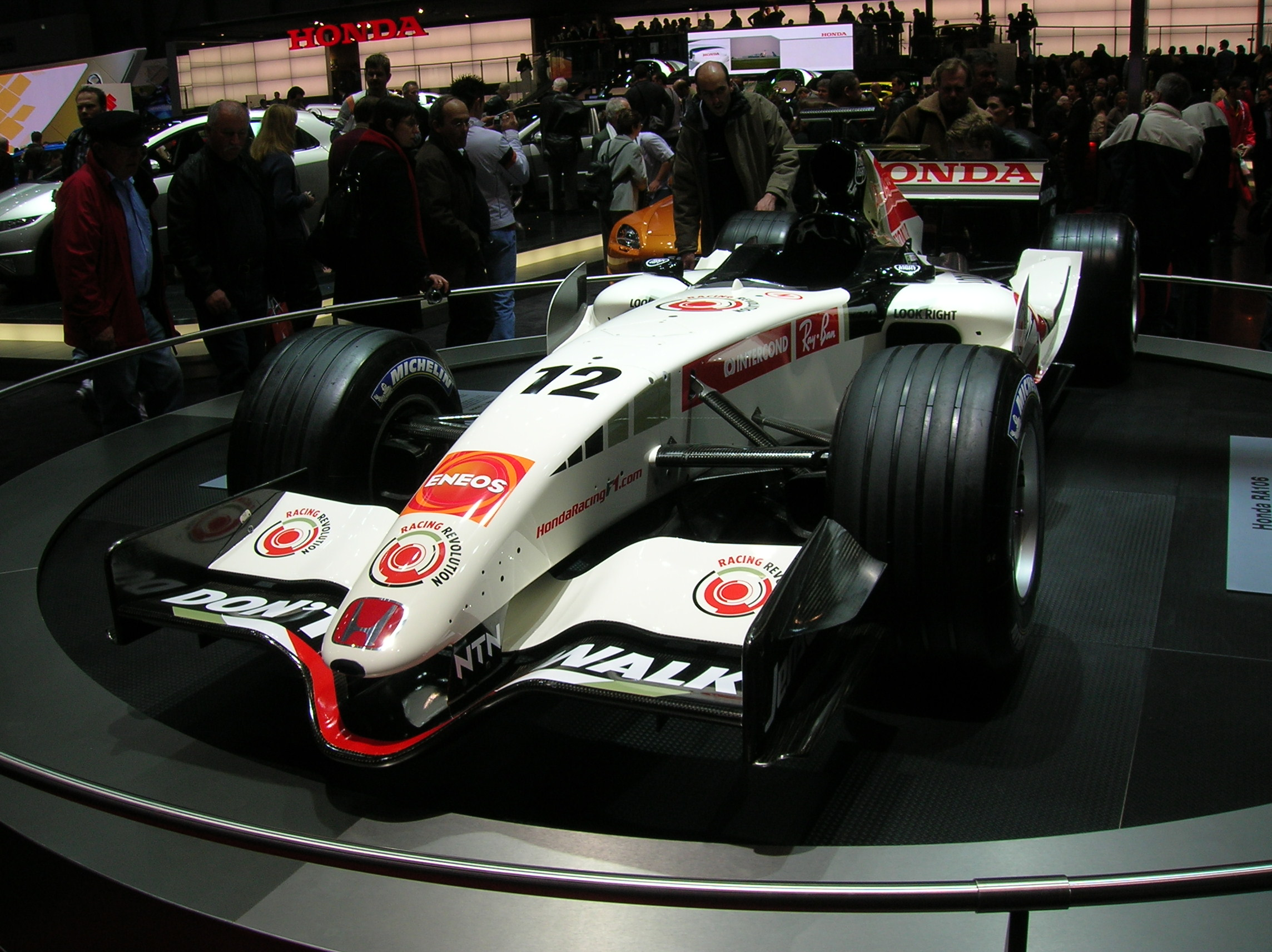
B.A.R 007 z silnikiem Hondy i w barwach zespołu Honda F1

4 października 2005 Honda poinformowała o wykupieniu pozostałych 55% udziałów w British American Racing, które należały do firmy British American Tobacco. Należąca do tej firmy marka Lucky Strike miała pozostać w nazwie zespołu do końca sezonu 2006.
Zgodnie z nowymi przepisami technicznymi Honda przygotowała jednostkę napędową V8 o pojemności 2,4l. Pomimo tego, że ta jednostka uchodziła za jedną z najmocniejszych, Honda osiągała średnie rezultaty.

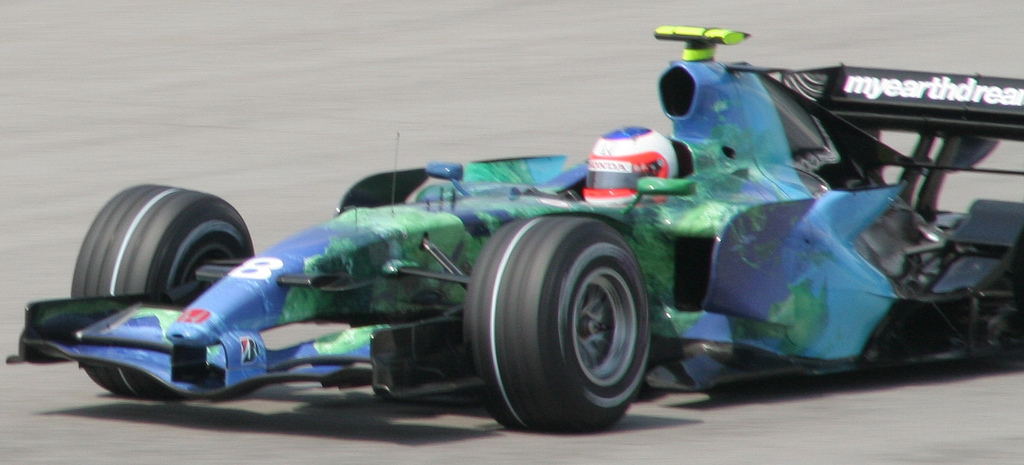
Rubens Barrichello w Hondzie RA107 z „ekologicznym” malowaniem.

Zmiany w składzie zespołu w sezonie 2007 były nieznaczne: Anthony Davidson przeszedł do zespołu Super Aguri, a jego rolę jako kierowca testowy przejął Austriak, Christian Klien – były kierowca Red Bull Racing. Honda pozbawiona wsparcia ze strony BAT musiała szukać sponsorów. Ostatecznie zdecydowała się na promowanie akcji mającej na celu zwrócenie uwagi na kwestie związane ze środowiskiem naturalnym. Następstwem tego było pojawienie się obrazu Ziemi jako malowanie bolidów. Dodatkowo zespół musiał przejść na opony marki Bridgestone, w związku z wycofaniem się firmy Michelin z rywalizacji firm oponiarskich.
Zespół nie był zadowolony z wyników osiąganych podczas przedsezonowych testów. Obawy o osiągi potwierdziły się podczas Grand Prix Australii, gdzie w kwalifikacjach ich kierowcy byli wolniejsi od duetu Super Aguri korzystającego z tych samych silników.

### Wycofanie z rywalizacji
Pierwszą oznaką kłopotów finansowych Hondy była rezygnacja z tradycyjnej prezentacji zespołu na przyszły sezon, o której poinformowano 3 grudnia. Tego samego dnia poinformowano, że zespół Formuły 1 opuścił Shuhei Nakamoto, który od połowy 2006 pełnił rolę szefa technicznego. Jego rola zmniejszyła się jednak po zatrudnienia Rossa Brawna.
Następnego dnia serwis pitpass.com poinformował o tym, że Honda zamierza wycofać się jeszcze przed rozpoczęciem sezonu 2009. Pojawiły się także spekulacje, że Brawn będzie próbował zapewnić zespołowi przetrwanie poprzez znalezienie nowego inwestora i zaopatrzenie nowej ekipy w silniki Ferrari. Następnego dnia na specjalnie zwołanej konferencji prasowej w Tokio szef Hondy – Takeo Fukui potwierdził sensacyjne doniesienia. Jako przyczynę wycofania zespołu podał konieczność „ochraniania swojej głównej działalności gospodarczej” w związku z ogólnoświatowym kryzysem gospodarczym. Serwis autosport.com dowiedział się, że według jego źródeł Ross Brawn i Nick Fry dostali od Hondy trzy miesiące na znalezienie nowego właściciela.
Ostatecznie ekipa została przejęta przez Brawna i przekształcona w Brawn GP.

### Powrót jako producent silników
Od sezonu 2015 powrócili jako dostawcy silnika dla zespołu McLaren. Była to już druga współpraca japońskiego koncernu z tym zespołem.
Po sezonie 2017 umowa na dostawy silników dla McLarena została zakończona, Honda nie zdołała stworzyć konkurencyjnego silnika. Od 2018 Honda zostaje dostawcą silników dla Toro Rosso, od 2019 na silniki decyduje się również Red Bull Racing. 2 października 2020 japoński producent jednostek napędowych poinformował o odejściu z Formuły 1 po zakończeniu sezonu 2021. Decyzja podyktowana była zmianą strategii przedsiębiorstwa, która zakłada neutralność węglową do roku 2025.

## Starty w Formule 1
Źródło: Wyprzedź Mnie!
| Sezon                                                                    | Nazwa                             | Samochód          | Silnik                                                        | Opony | Kierowcy                              | Punkty | Msc. |
| ------------------------------------------------------------------------ | --------------------------------- | ----------------- | ------------------------------------------------------------- | ----- | ------------------------------------- | ------ | ---- |
| 1964                                                                     | Honda R & D Company               | RA271             | Honda RA271E 1.5 V12                                          | D     | Ronnie Bucknum                        | 0      | NS   |
| 1965                                                                     | Honda R & D Company               | RA272             | Honda RA272E 1.5 V12                                          | G     | Ronnie Bucknum Richie Ginther         | 11     | 6    |
| 1966                                                                     | Honda R & D Company               | RA273             | Honda RA273E 3.0 V12                                          | G     | Ronnie Bucknum Richie Ginther         | 3      | 8    |
| 1967                                                                     | Honda R & D Company               | RA273 RA300       | Honda RA273E 3.0 V12                                          | F     | John Surtees                          | 20     | 4    |
| 1968                                                                     | Honda R & D Company               | RA300 RA301 RA302 | Honda RA273E 3.0 V12 Honda RA301E 3.0 V12 Honda RA302E 3.0 V8 | F G   | David Hobbs Jo Schlesser John Surtees | 14     | 6    |
| 1968                                                                     | Joakim Bonnier Racing Team        | RA301             | Honda RA301E 3.0 V12                                          | G     | Joakim Bonnier                        | 14     | 6    |
| W sezonach 1969–2005 Honda nie występowała w Formule 1 jako konstruktor. |                                   |                   |                                                               |       |                                       |        |      |
| 2006                                                                     | Lucky Strike Honda Racing F1 Team | RA106             | Honda RA806E 2.4 V8                                           | M     | Rubens Barrichello Jenson Button      | 86     | 4    |
| 2007                                                                     | Honda Racing F1 Team              | RA107             | Honda RA807E 2.4 V8                                           | B     | Jenson Button Rubens Barrichello      | 6      | 8    |
| 2008                                                                     | Honda Racing F1 Team              | RA108             | Honda RA808E 2.4 V8                                           | B     | Jenson Button Rubens Barrichello      | 14     | 9    |